# Radbod
Radbod ist ein männlicher Personenname.

## Varianten
Die Schreibweisen änderten sich:
- Radbod
- Radbot
- Ratbot
- Ratpot
- Ratpoto
- Rapoto
- Rapotto

## Namensträger
- Radbod (Tübingen) (um 419), Graf von Tübingen
- Radbod (Friesland) († 719), König der Friesen
- Ratpot, Präfekt der Marcha Orientalis 832/833–854
- Radbod von Trier († 915), Erzbischof von Trier 883–915
- Radbod von Utrecht (* um 850, † 917), Bischof von Utrecht
- Rapoto I. im Traungau († nach 984), Graf im oberen Traungau
- Rapoto II. im Traungau, Graf im Traungau aus dem Geschlecht der Ratpotonen
- Radbot (Habsburg) (985–1035) aus dem Hause Habsburg, Graf im Klettgau
- Rapoto III. von Dießen († 19. Juni 1050), Graf von Dießen, Sohn Rapotos II. im Turngau
- Ratpoto IV. von Cham († 15. Oktober 1080), Graf von Cham aus dem Geschlecht der Ratpotonen
- Rapoto V. von Bayern († 14. April 1099), Pfalzgraf von Bayern, entstammte dem Geschlecht der Ratpotonen
- Rapoto von Abenberg (1122–1172), Bamberger Hochstiftsvogt
- Rapoto von Schönberg († 1180), Kuenringer, Namensgeber der Burg Rappottenstein
- Rapoto I. (Ortenburg) († 1186) aus dem Hause der Spanheimer, Ahnherr des Seitenzweiges der Reichsgrafen von Ortenburg in Bayern
- Rapoto II. (Ortenburg) († 1231), erstgeborener Sohn des Grafen Rapoto I. von Ortenburg, Pfalzgraf von Bayern
- Rapoto III. (Ortenburg) († 1248), Sohn des Pfalzgrafen Rapoto II. von Ortenburg
- Rapoto IV. (Ortenburg) († 1296), jüngster Sohn des Reichsgrafen Heinrich I. von Ortenburg

außerdem
- Rathold von Aibling (auch Rapoto, 10. Jhd.), Eremit